# Подразнення
Подра́знення — у біології та фізіології, стан, що супроводжується запальною або болісною реакцією організму на дію зовнішнього або внутрішнього подразника. Подразники можуть бути хімічними, механічними, термальними, променевими.
Подразнення за перебігом може бути гострим та хронічним. Хронічне подразнення найчастіше зачіпає тканини шкіри, очей, легенів, слизові органів травлення та видільної системи.

## Подразники
Подразники — це різноманітні фактори, які викликають відповідь організму.
За природою подразники розрізняють:
- фізичні (температура, тиск, світло, звук, дотик, електричний струм та інші);
- хімічні (речовини їжі, ліки, гормони, вітаміни, продукти обміну речовин, кислоти, луги тощо);
- змішаної природи (зміна осмотичного тиску, зміна рН середовища).

За біологічною ознакою їх поділяють на:
- адекватні — до дії яких орган пристосований, оскільки вони діють в природних умовах його існування (світло для ока, звук для вуха[1]);
- неадекватні — до дії яких орган не пристосований, проте в природних умовах існування організму викликають реакцію-відповідь збудливих тканин при достатній силі і тривалості дії.

Наприклад, сильне слиновиділення відбувається у відповідь на подразнення кислотою смакових рецепторів ротової порожнини. Тут кислота є адекватним подразником рецептора. Натомість сітківка ока реагує на дотик, тиск, електричні подразники, які є неадекватними для цього рецептора.
За силою подразники можуть бути:
1. Пороговий — подразник мінімальної сили, який здатний викликати збудження.
2. Підпороговий — подразник сили, меншої за порогову, який обумовлює виникнення фізико-хімічних змін в збудливих тканинах, що є недостатніми для виникнення збудження, яке поширюється.
3. Надпороговий — подразник, сила якого більша за порогову.

Поріг подразнення є мірою збудливості тканин. Чим вищий поріг подразнення, тим збудливість нижча і навпаки.